# Heterosocialidad
El término heterosocialidad describe la preferencia por relaciones sociales con personas del sexo opuesto (excluyendo las relaciones románticas o de naturaleza sexual).
El término opuesto es homosocialidad, la preferencia por relaciones con aquellas personas del mismo sexo.
De forma diferente a la homosocialidad y debido a su naturaleza, la heterosocialidad se utiliza únicamente para describir a individuos o relaciones individuales. Un grupo de más de dos individuos puede ser tanto homosocial como bisocial, de lo contrario el grupo se divide en áreas de no-interactividad.